# 木川絵理子
木川 絵理子（きがわ えりこ、1977年11月1日 - ）は、日本の女性声優。神奈川県出身。2009年12月までマウスプロモーションに所属していた。現在は病気療養中につき長期休業中。

## 来歴
- 2000年 - 松濤アクターズギムナジウム卒業[3]
- 2001年 - マウスプロモーション養成所入所[3]、本格デビュー前だが『しあわせソウのオコジョさん』に出演
- 2003年 - マウスプロモーション所属の声優として本格デビュー[3]
- 2009年12月末 - マウスプロモーションを退所

## 人物
趣味・特技は和菓子作り、鳩のマネ。

## 代役・後任
木川の休業に伴い、代役・後任を務めた人物は以下の通り。
| 後任     | 役名             | 概要作品                           | 後任の初担当作品                |
| -------- | ---------------- | ---------------------------------- | ------------------------------- |
| 浅井清己 | 日野英里子       | 『俺たちに翼はない』               | ドラマCD セカンドシーズン       |
| 桑谷夏子 | 桑原先生         | 『ひだまりスケッチ』               | 『ひだまりスケッチ×☆☆☆』        |
| 早見沙織 | ギンガ・ナカジマ | 『魔法少女リリカルなのはStrikerS』 | 『魔法少女リリカルなのはViVid』 |

## 出演

### テレビアニメ
2001年
- しあわせソウのオコジョさん（2001年 - 2002年、藤崎都、石楠花由美子、女子大生、赤ちゃんA、ヒナ、サエキの母、ナンシー）

2003年
- ドラえもん（女の子）
- 無人惑星サヴァイヴ（コンピュータ、女子1、女生徒、機械オペレーター）

2004年
- 頭文字D Fourth Stage（女A）
- ティーン・タイタンズ（ティミー）
- NARUTO-ナルト-（中居さん、里の男の子、モミジ、少年、少年・少女たち）
- 美鳥の日々（女の子A、女の子2、友人）
- ルパン三世 盗まれたルパン 〜コピーキャットは真夏の蝶〜

2005年
- ARIA The ANIMATION（アイの母、先輩 他）
- 韋駄天翔（翔の母）
- 銀盤カレイドスコープ（桜野ミイ、オルガ・モトコワ）
- ギャラリーフェイク（遠藤葉子、客）
- CLUSTER EDGE（貴婦人）
- 交響詩篇エウレカセブン（メーテル、マリア・シュナイダー）
- 地獄少女（女性）
- ハチミツとクローバー（おばちゃんズ）
- 焼きたて!!ジャぱん（女子高生、看護師）

2006年
- いぬかみっ!（ごきょうや）
- おとぎ銃士 赤ずきん（少年）
- N・H・Kにようこそ!（幼少期の山崎）
- 陰からマモル!（男の子）
- コヨーテ ラグタイムショー（オクト、ノヴェ、ディッセ）
- 地獄少女 二籠（ウェイトレス、先輩、横峰絵里子）
- しにがみのバラッド。（公太の母）
- 009-1（ミレーヌの母）
- 太陽の黙示録（姚）
- ハチミツとクローバーII（猫2）
- 春田花花幼稚園（ジューン）
- Project BLUE 地球SOS（レポーター、事務次官）
- ルパン三世 セブンデイズ・ラプソディ（売り子）

2007年
- 銀魂（橋田勘七郎）
- スカルマン（主婦）
- NARUTO -ナルト- 疾風伝（イバラ）
- ひだまりスケッチ 特別編（桑原先生）
- 魔法少女リリカルなのはStrikerS（ギンガ・ナカジマ、ウーノ、トーレ）

2008年
- 図書館戦争（笠原寿子）
- 二十面相の娘（リン）
- ひだまりスケッチ×365（桑原先生、女生徒、アナウンサー）

### 劇場アニメ
- エクスドライバー the Movie / Nina & Rei Danger Zone（2002年、女B、女2、AIの声） - 2作品
- イノセンス（2004年）
- あらしのよるに（2005年、サル）
- 劇場版 NARUTO -ナルト- 大興奮!みかづき島のアニマル騒動だってばよ（2006年、サーカス団・団員）
- ゲド戦記（2006年）
- いぬかみっ! THE MOVIE 特命霊的捜査官・仮名史郎っ!（2007年、ごきょうや）[11]

### OVA
- モエかん THE ANIMATION（2003年、メイドD）
- 星界の戦旗III（2005年、セルホス）
- 鬼公子炎魔（2006年、菊子）
- HELLSING（2006年、北春日部老人会）

### ゲーム
- 侍道2（2003年、子供）
- センチメンタルプレリュード（2004年、結城さな）
- フルハウスキス（2004年、利安愛子）
- イレギュラーハンターX（2005年）
- Twelve〜戦国封神伝〜（2005年、ヤヨイ、トモエ、ジクマル）
- NAMCO x CAPCOM（2005年、鬼姫、安駄婆、キャロル、ブレンダ、ムゥ、ジャイアントムゥ、たてムゥ、ジャイアントたてムゥ、よろい・ぎんムゥ、よろい・きんムゥ）
- Que 〜エンシェントリーフの妖精〜（2007年、絢世）
- NARUTO -ナルト- 疾風伝 ナルティメットアクセル（2007年、村人女、砂隠れ商人）
- 湾岸ミッドナイト（2007年、マーミ）
- 12RIVEN -the Ψcliminal of integral-（2008年、雪積真琴）

### ドラマCD
- 親指からロマンス
- 俺たちに翼はない ドラマシリーズ第3章 玉泉日和子（日野英里子）
- ガートルードのレシピ（ティーポット、女）
- 輝夜姫（シェリィ）
- 魔法少女リリカルなのはStrikerS サウンドステージ（ギンガ・ナカジマ）
- ARIA The ANIMATION ドラマCD III（ウェイトレス）
- StrikerS サウンドステージX（ギンガ・ナカジマ、ウーノ、トーレ）
- VitaminX ドラマCD「LOST Vitamin 〜甘くてHなビタミン剤〜」（南悠里）
- ひだまりスケッチ×365 ドラマCD

### オーディオブック
- ハッピーバースデー（浜本晶）

### 吹き替え
- アレキサンダー
- イントゥ・ザ・ブルー
- オール・ザ・キングスメン
- キューティ・バニー
- ギルモア・ガールズ（ルイーズ）
- コラテラル・ダメージ ※フジテレビ版
- 笑傲江湖（儀琳）
- 神鵰侠侶（完顔萍）
- スターシップ・トゥルーパーズ（ジャナ）
- ドッジボール（ブリアナ）
- トムとジェリー テイルズ
- ハービー/機械じかけのキューピッド
- パパ（ジェホン）
- PARANOID（レベッカ）
- ひとまず走れ!（ユジン）
- ファイヤーウォール
- フランケンシュタイン
- フルハウス[12]
- 冒険王（フライ）
- マイ・スイート・メモリーズ（女生徒）
- マウス・タウン ロディとリタの大冒険
- メガプレックスの怪人（ヒラリー）
- 夢のチョコレート工場（バイレット）
- レッド・ドラゴン - テレビ東京版
- LOVERS
- LOST（シャノン）
- ワイヤー・イン・ザ・ブラッド（ペニー）

### ラジオ
- インターネットラジオ わう＊アニ HOTレビュー

### その他
- Britannia News Network（メグ・ハマー）
  - ウルティマオンラインの公式サイト上で配信されている動画・音声コンテンツ。2006年11月現在、第21回（9周年記念放送）のみの配役。それ以前は浅野るりが担当していた。

### キャラクターソング
| 発売日   | 商品名                                                                  | 歌                                                                                 | 楽曲                                                                                   | 備考                                                     |        |
| 2006年   | 2006年                                                                  | 2006年                                                                             | 2006年                                                                                 | 2006年                                                   | 2006年 |
| -------- | ----------------------------------------------------------------------- | ---------------------------------------------------------------------------------- | -------------------------------------------------------------------------------------- | -------------------------------------------------------- | ------ |
| 8月23日  | いぬかみっ! キャラクターコレクションCD7 ごきょうや フラノ てんそう&啓太 | てんそう（小林晃子）、フラノ（廣田詩夢）、ごきょうや（木川絵理子）                 | 「Just memories」                                                                      | テレビアニメ『いぬかみっ!』関連曲                        |        |
| 8月23日  | いぬかみっ! キャラクターコレクションCD7 ごきょうや フラノ てんそう&啓太 | 啓太（福山潤）、てんそう（小林晃子）、フラノ（廣田詩夢）、ごきょうや（木川絵理子） | 「いぬかみっ!狂走曲 第七幕 ごきょうや・フラノ・てんそうと啓太編 Sunset Clinic@診察中」 | テレビアニメ『いぬかみっ!』関連曲                        |        |
| 12月21日 | いぬかみっ! キャラクターボーカルアルバム paradiso                       | 薫の犬神10人                                                                       | 「百花繚乱紅乃乙女」                                                                   | テレビアニメ『いぬかみっ!』挿入歌                        |        |
| 2009年   |                                                                         |                                                                                    |                                                                                        |                                                          |        |
| 2月25日  | PCゲーム「俺たちに翼はない」オリジナルサウンドトラック                  | アレックス3                                                                        | 「微笑みジェノサイド〜Party Full Mix〜」                                               | ゲーム『俺たちに翼はない』千歳鷲介編エンディングテーマ   |        |
| 4月22日  | PCゲーム「俺たちに翼はない」キャラクターソングアルバム                  | アレックス3                                                                        | 「微笑みジェノサイド〜Studio Full Mix〜」                                              | テレビアニメ『俺たちに翼はない』第10話エンディングテーマ |        |

### ユニットメンバー
1. ↑  名塚佳織、森永理科、松岡由貴、本多陽子、木川絵理子、遠藤綾、新谷良子、廣田詩夢、小林晃子、長谷川静香
2. ↑  玉泉日和子（小野涼子）、望月紀奈子（たかはし智秋）、日野英里子（木川絵理子）